# Giovanni Buonconsiglio

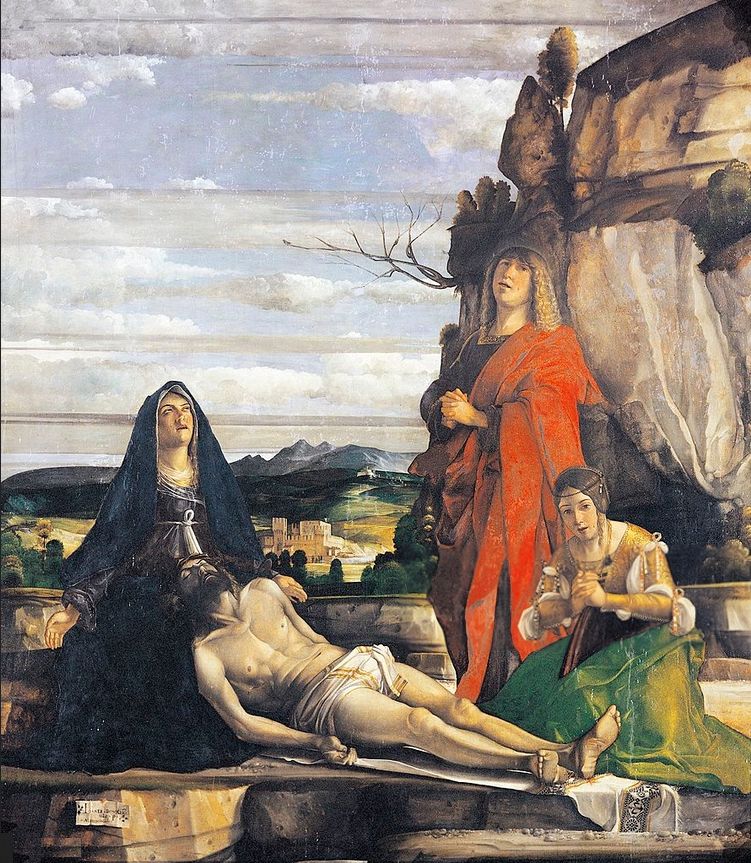
La Pietà di Vicenza

Giovanni Buonconsiglio, conosciuto anche come Giovanni Bonconsigli, Il Marescalco, Marescalco Buonconsiglio o Il Marescalco (Montecchio Maggiore, 1465 circa – 1535 o 1537), è stato un pittore italiano.

## Storia
Attivo soprattutto a Venezia e nella sua provincia nativa Vicenza.
Buonconsiglio fu probabilmente apprendista a Vicenza di Bartolomeo Montagna a partire dal 1484. Ha dipinto nello stile di Giovanni Bellini, ma in seguito è diventato un allievo di Antonello da Messina.
A Vicenza, dipinse una Pietà per la chiesa di San Bartolomeo (ora nei Musei Civici di Vicenza), una Madonna col Bambino e santi per l'Oratorio de Turchini. 
Viveva ancora nel 1530 a Venezia, per diverse chiese della città realizzò pale d'altare, molte delle quali sono andate oggi perdute. Tra le sue opere: Madonna col Bambino (1511) per il Duomo di Montagnana, Santa Caterina (1513) a Louvre, Ritratto di donna, Madonna in trono col Bambino (conservato all'Accademia). 
Esistono, infine, dei frammenti di un'opera a olio per la chiesa dei Santi Cosma e Damiano rappresentante Santi Benedetto, Tecla, e Cosmo (1497), Compianto su Cristo morto, e la Madonna col Bambino e i santi (dipinto per la chiesa di San Bartolomeo nel 1502).